# Salon-de-Provence
Salon-de-Provence is een stad en gemeente in het Franse departement Bouches-du-Rhône in de regio Provence-Alpes-Côte d'Azur en maakt deel uit van het arrondissement Aix-en-Provence. De gemeente telde 44.553 inwoners op 1 januari 2022.

## Economie
Salon is een agrarisch en centrum. Er wordt olijfolie geproduceerd. Ook is er nog industrie, onder andere zeepproductie.
Het Office national d'études et de recherches aérospatiales is gevestigd in de gemeente.

## Geschiedenis
Voor de komst van de Romeinen woonde de Ligurische stam van de Salyenen in de streek. Zij deden aan schapenteelt en zouthandel. In 125 v.Chr. werd de streek veroverd door de Romeinen. Zij bouwden een castrum op de Rocher du Puech. Dit deed dienst als versterkte halteplaats op de Via Aurelia. Rond dit castrum ontstond een burgerlijke nederzetting.

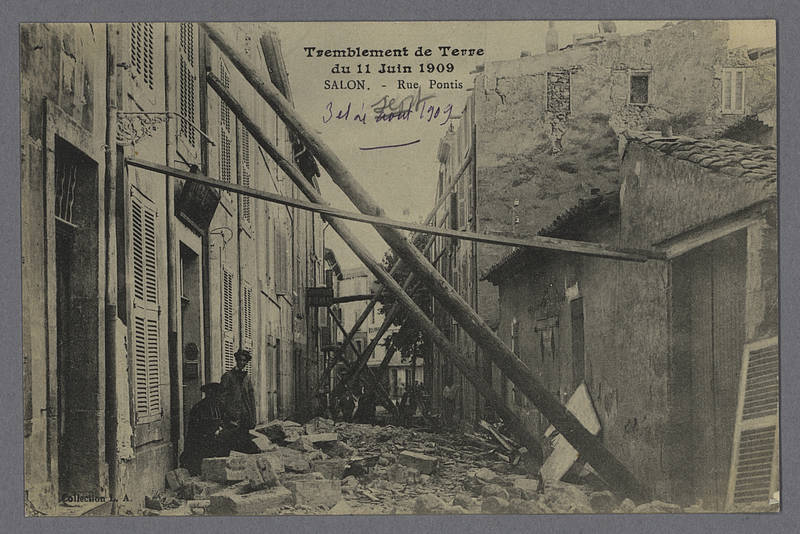
Schade na de aardbeving op 11 juni 1909

In de 10e eeuw werd het Kasteel van l'Empéri gebouwd op de plaats van het voormalige castrum. De aartsbisschoppen van Arles waren vanaf de 12e eeuw de heren van Salon en het kasteel werd hun favoriete residentie. De 13e eeuw bracht voorspoed voor Salon, maar de volgende eeuw bracht onrust en in 1348 de pest. In 1404 kreeg Salon stadsrechten en een bestuur met consuls. In de 15e eeuw beleefde de stad een bloeiperiode. In 1481 viel Provence onder het koninkrijk Frankrijk en onder invloed van de Franse koning verzwakte de macht van de aartsbisschoppen van Arles in de stad. De 16e eeuw bracht onrust met de godsdienstoorlogen en het kasteel werd verschillende keren belegerd. In 1580 brak bovendien de pest uit in de stad. Waterbouwkundig ingenieur Adam de Craponne liet aan het einde van de eeuw het Canal de Craponne aanleggen, een irrigatiekanaal dat water van de Durance naar de dorre vlakte van de Crau bracht en een impuls gaf aan de landbouw. 
In de 18e eeuw kwamen in Salon manufacturen waar zijde werd geweven. In de 19e eeuw werd Salon een industrieel centrum voor de productie van zeep en de stad werd een handelscentrum voor zeep, oliën en koffie. Tussen 1860 en 1920 deed het Kasteel van l'Empiri dienst als kazerne. Daarna werd het een museum. Op 11 juni 1909 leed de stad schade door een zware aardbeving.

## Stadsbeeld en bezienswaardigheden
Het oude centrum van Salon ligt op een heuvel met bovenop het kasteel, Château de l'Emperi. Rondom de oude stad ligt een ringweg van boulevards, op de plaats van de vroegere omwalling.
Het Château de l'Empéri dateert uit de 10e tot de 16e eeuw. Het was de residentie van de aartsbisschoppen van Arles. In het gebouw is een legermuseum gevestigd.
De kerk Saint-Michel heeft twee klokkentorens, een uit de 13e en een uit de 15e eeuw. Het timpaan van het portaal heeft romaans beeldhouwwerk uit de 12e eeuw, met een voorstelling van de aartsengel Michaël en het paaslam. De kerk Saint-Laurent werd gebouwd tussen 1432 en 1480 en is de derde kerk op deze plaats. De kerk lag aanvankelijk buiten de stadsmuren maar kwam in de 16e eeuw bij de uitbreiding van de stadsmuur erbinnen te liggen. In de 16e eeuw werd het een kapittelkerk.
De arts en ziener Nostradamus heeft de laatste jaren van zijn leven in Salon doorgebracht en stierf er in 1566. Zijn woonhuis is als museum ingericht. Nostradamus werd begraven in de collegiale kerk Église Saint-Laurent in Salon.
De Fontaine Moussue is een fontein die uit de 17e eeuw dateert. De fontein is begroeid met mos, waardoor hij de vorm van een champignon heeft gekregen.

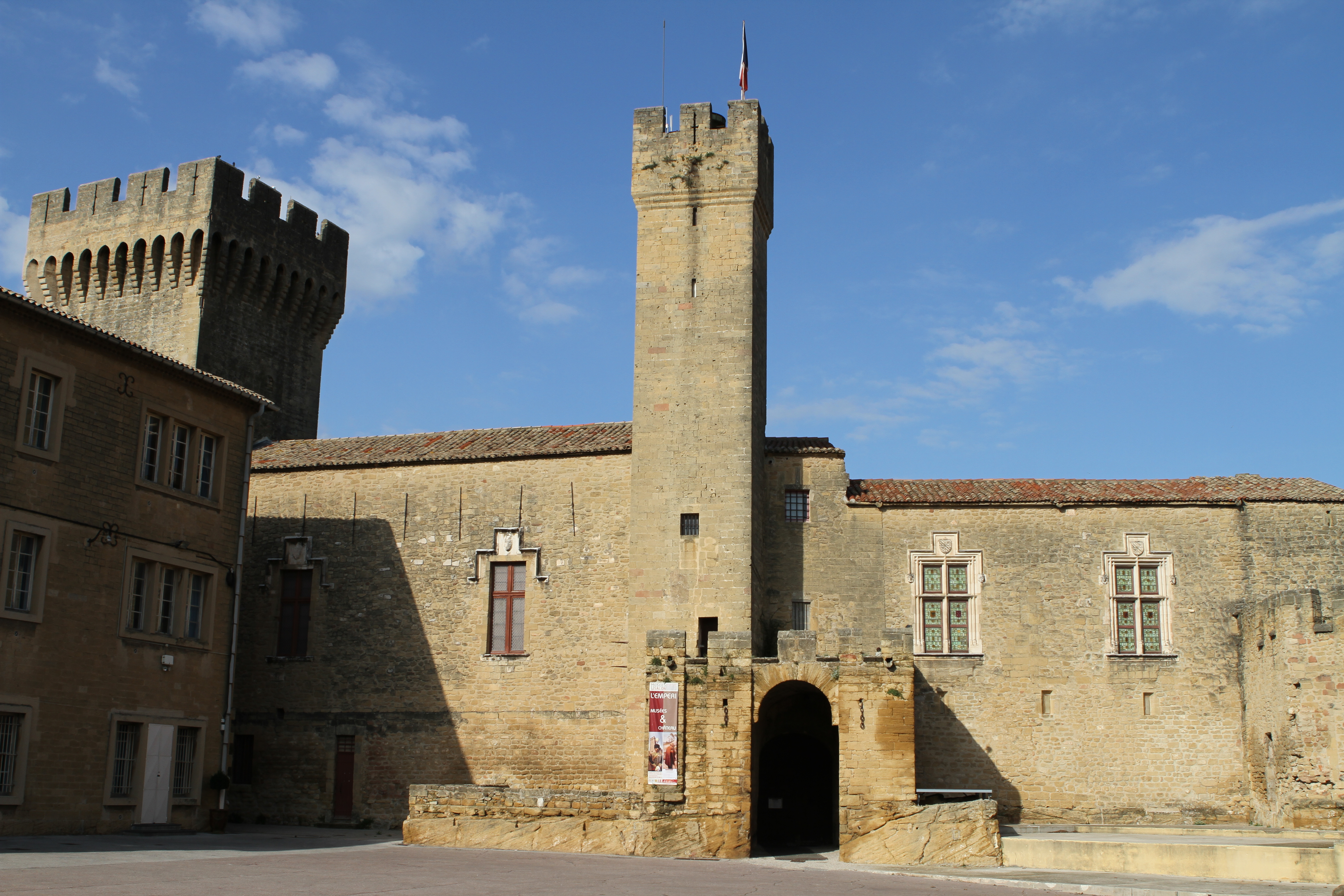
Kasteel van l'Empéri
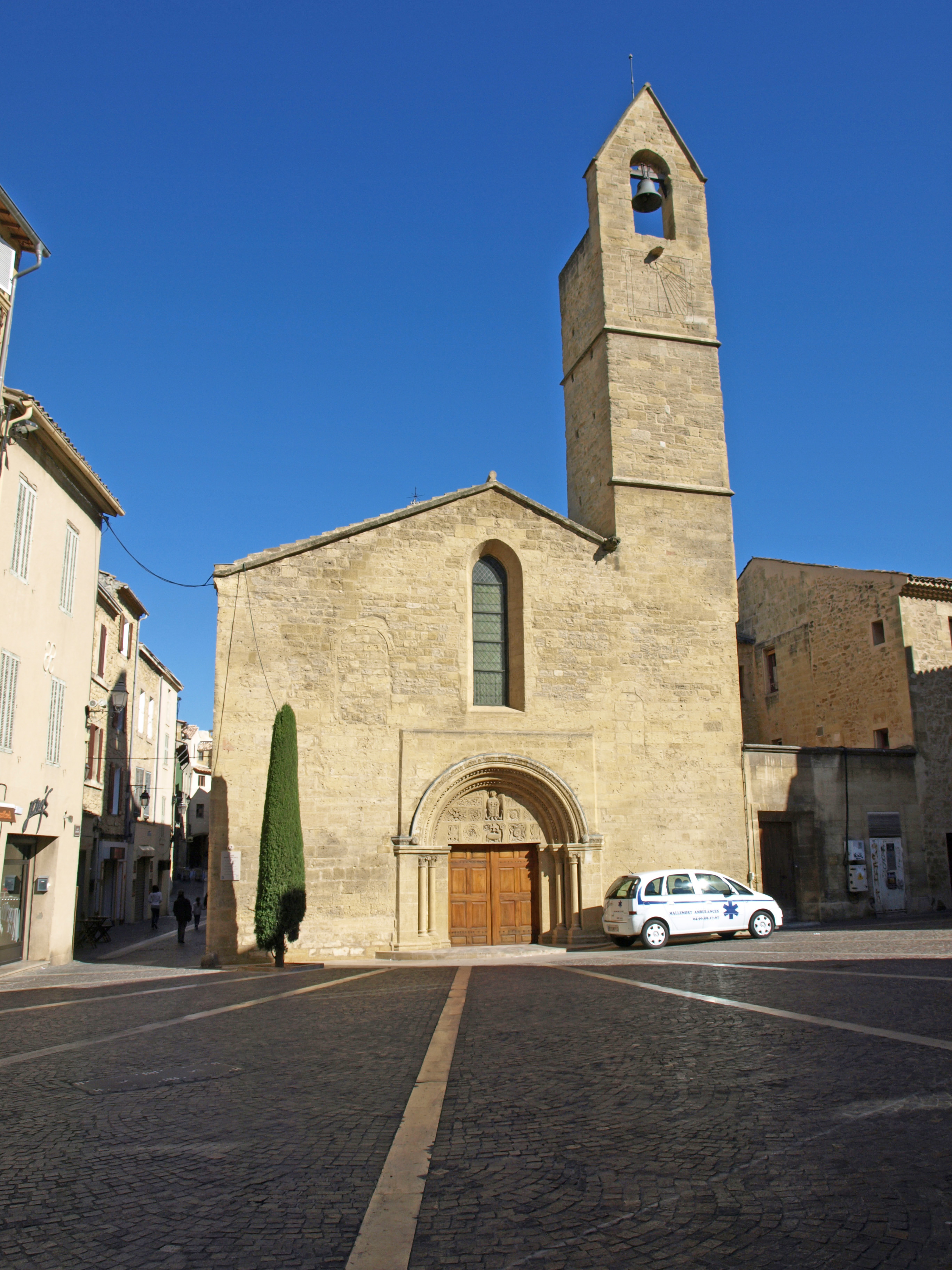
Kerk Saint-Michel
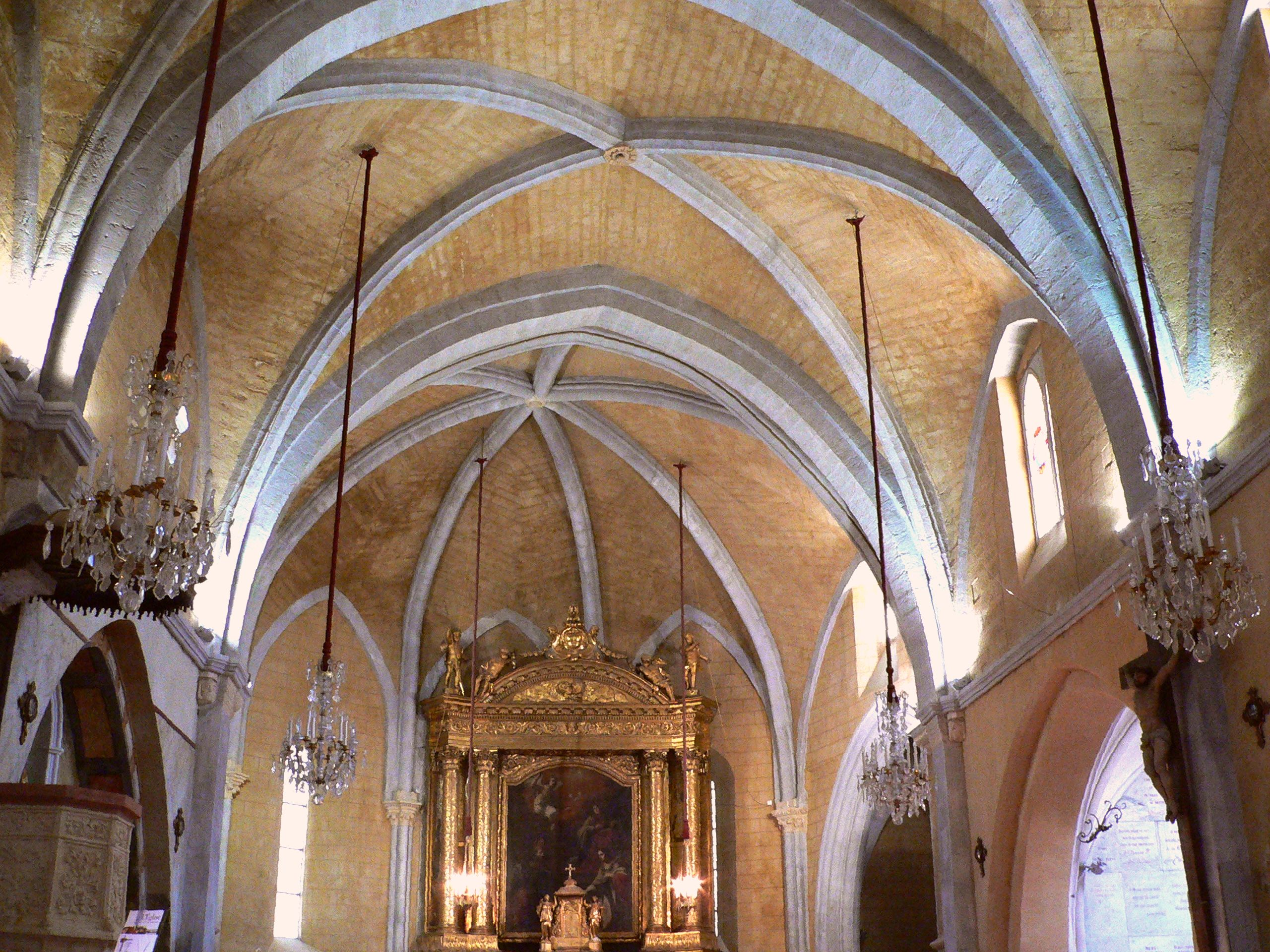
Interieur van de Saint-Michel
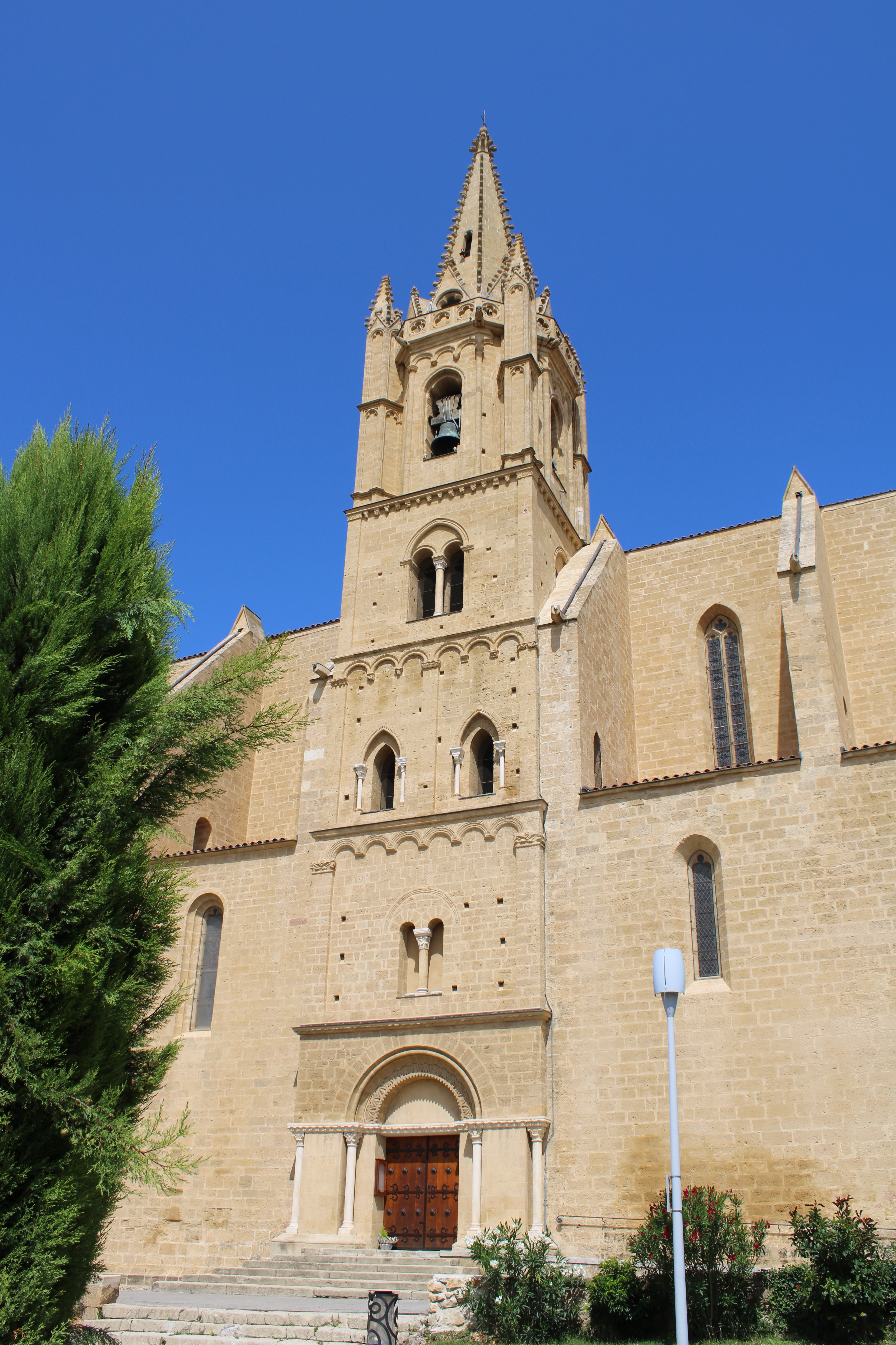
Kerk Saint-Laurent
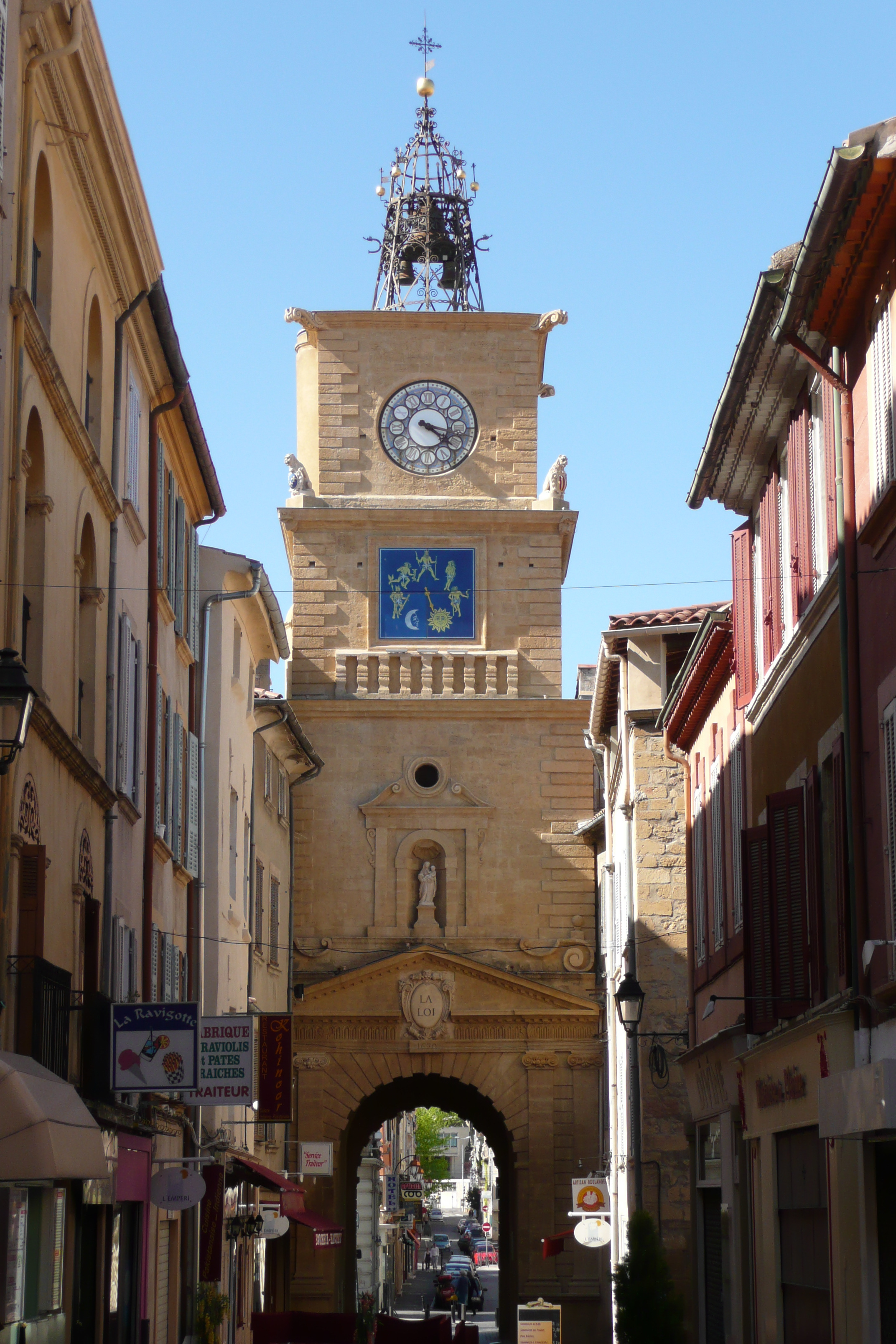
Porte de l'Horloge
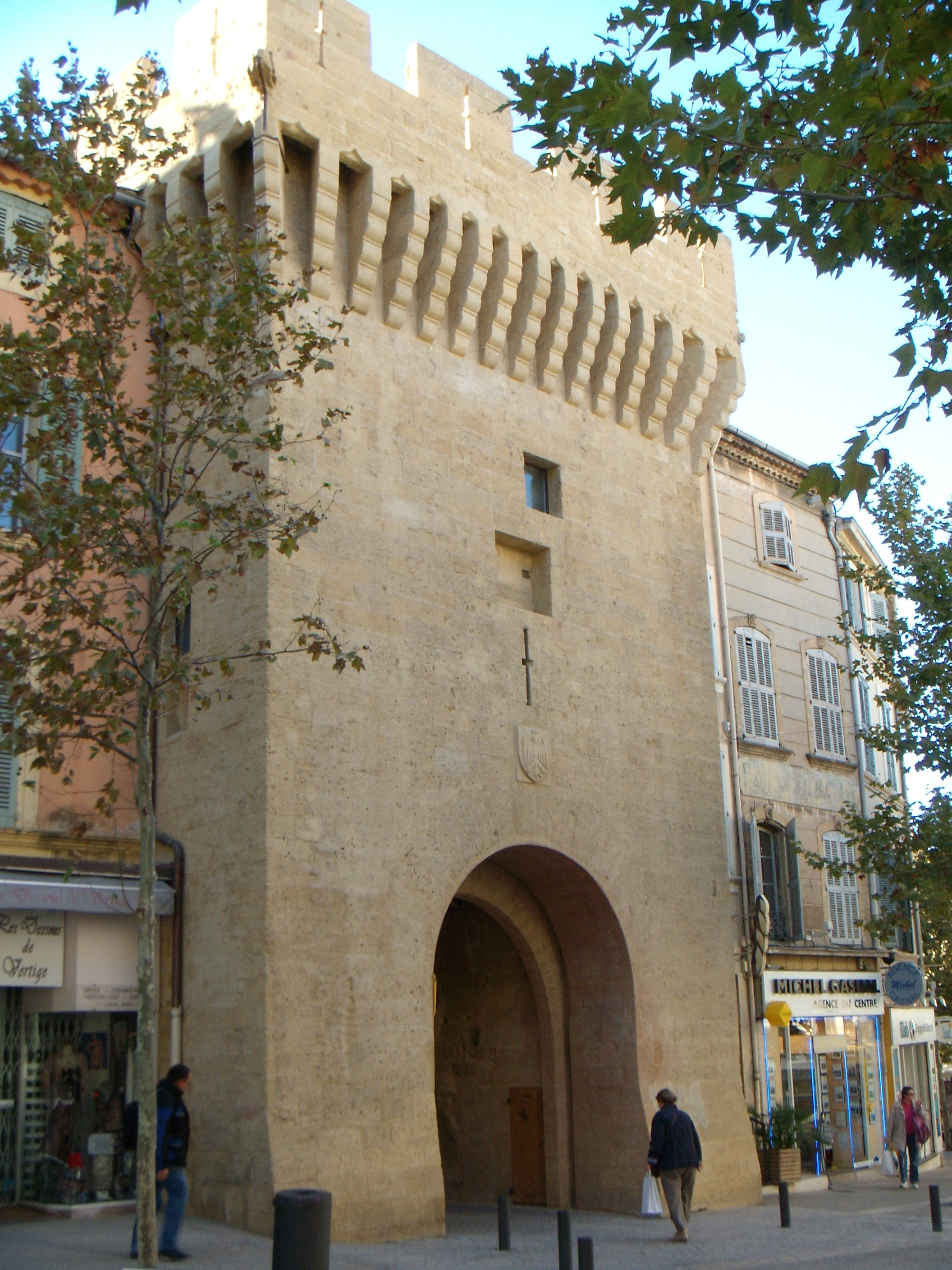
Porte de Bourgneuf
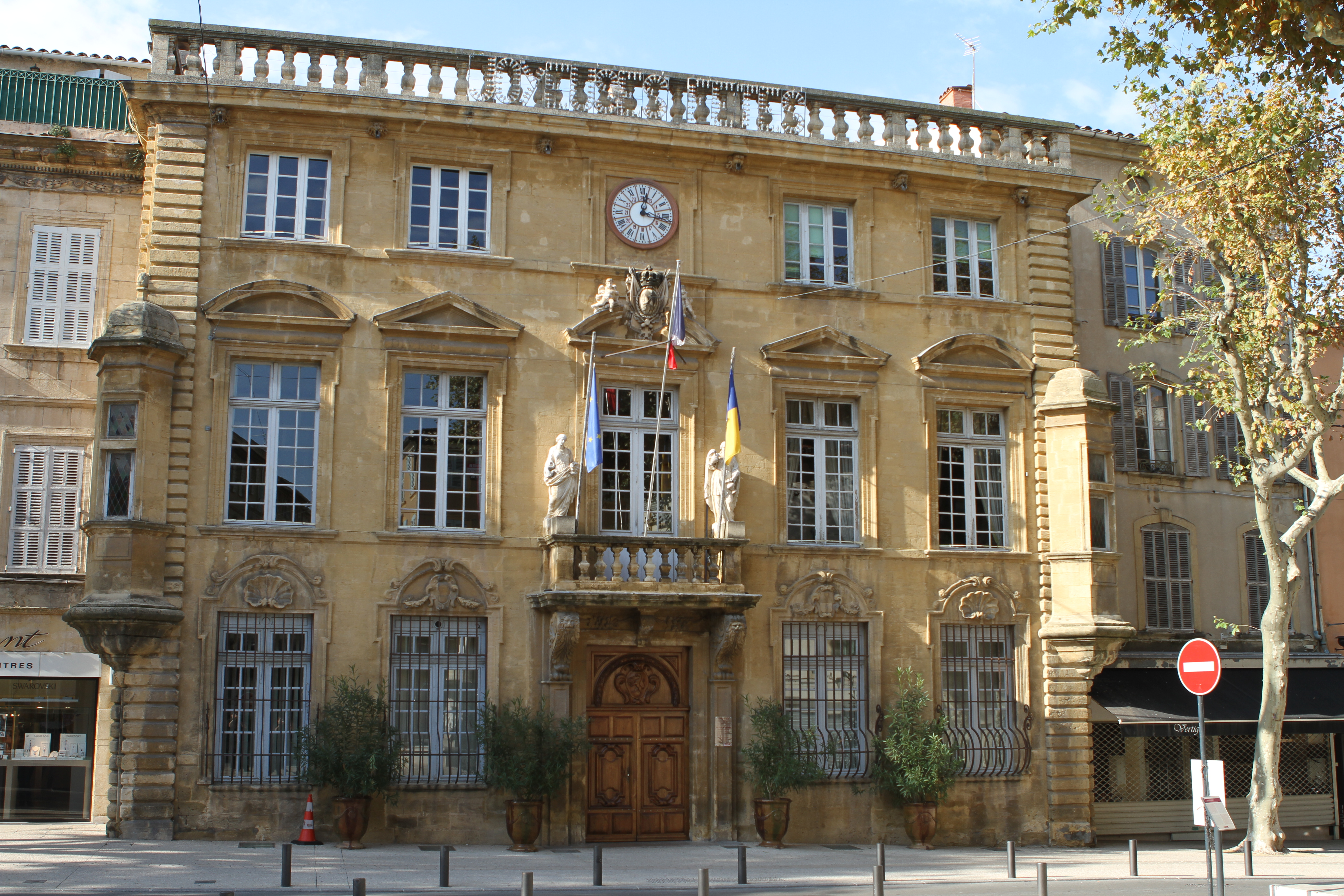
Stadhuis

## Geografie
De oppervlakte van Salon-de-Provence bedraagt 70,3 vierkante kilometer; Op 1 januari 2022 was de bevolkingsdichtheid 633,8 inwoners per km².
De gemeente ligt voor een groot deel in de vlakte van de Crau.

De onderstaande kaart toont de ligging van Salon-de-Provence met de belangrijkste infrastructuur en aangrenzende gemeenten.

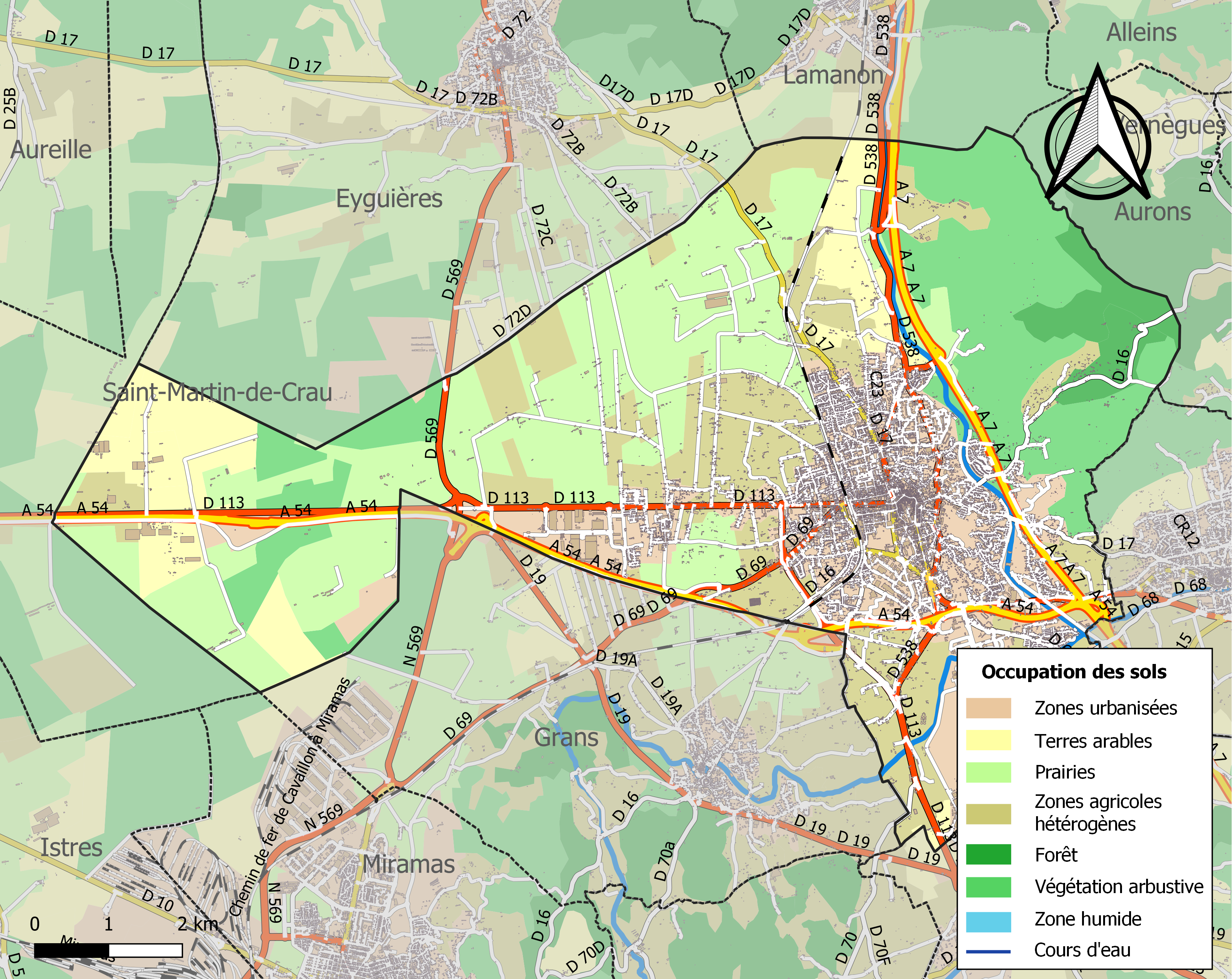

## Verkeer en vervoer
In de gemeente ligt spoorwegstation Salon-de-Provence.
De autosnelweg A7 loopt door de gemeente.

## Demografie
Onderstaande figuur toont het verloop van het inwonertal.
Vanwege een beveiligingsprobleem met de MediaWiki Graph-software is het momenteel niet mogelijk deze grafiek weer te geven. Zodra de software is bijgewerkt zal de grafiek vanzelf weer zichtbaar worden.

## Onderwijs
Sinds 1936 is de opleidingsschool van de Franse luchtmacht (École de l'Air) hier gevestigd.

## Sport
Salon-de-Provence was in 2017 aankomstplaats van een etappe in de wielerkoers Tour de France. De etappe begon in Embrun en werd gewonnen door de Noor Edvald Boasson Hagen.

## Geboren
- Christine Boisson (1956), actrice
- Franck Esposito (1971), zwemmer